# Hieracium exsiliusculum
Hieracium exsiliusculum es una especie de planta con flor del género Hieracium, de la familia Asteraceae, orden Asterales.

## Distribución
Hieracium exsiliusculum se distribuye por Islandia.

## Taxonomía
Fue descrita científicamente por (Omang) Omang.
Tratamiento taxonómico
La especie aparece registrada y publicada en Skr. Norske Vidensk.-Akad. Oslo, Mat.-Naturvidensk. Kl.